# 847
847 је била проста година.

## Догађаји
- Википедија:Непознат датум — Владавина династије Абасида у Багдаду.

- Дански Викинзи се искрцавају у Бретонској марки (западни део Галије). Војвода Номиное од Бретање не успева да им се одупре у бици, али успева да их откупи поклонима и убеди их да оду.
- Викиншко доба: Викинзи пљачкају Доњу Рајну, као део својих напада на Франачко царство.
- Сарацени, под вођом бербера Калфуном, освајају византијски град Бари (Јужна Италија). Он постаје први владар Емирата Бари и шири свој утицај на италијанско копно нападима.
- 24. јануар – Папа Сергије II умире од гихта након трогодишње владавине. Наследио га је Лав IV, као 103. папа Рима.
- 21. април – Рабан Мавр, франачки бенедиктински монах, постаје надбискуп Мајнца након смрти Одгара.
- 10. август – Калиф Ел-Ватик умире од водене болести након петогодишње владавине. Наследио га је брат Ел-Мутавакил.
- 24. новембар – Земљотрес у Дамаску 847. године

## Смрти
- Методије I Цариградски
- Папа Сергије II